# Eduard Wilhelm Güntz

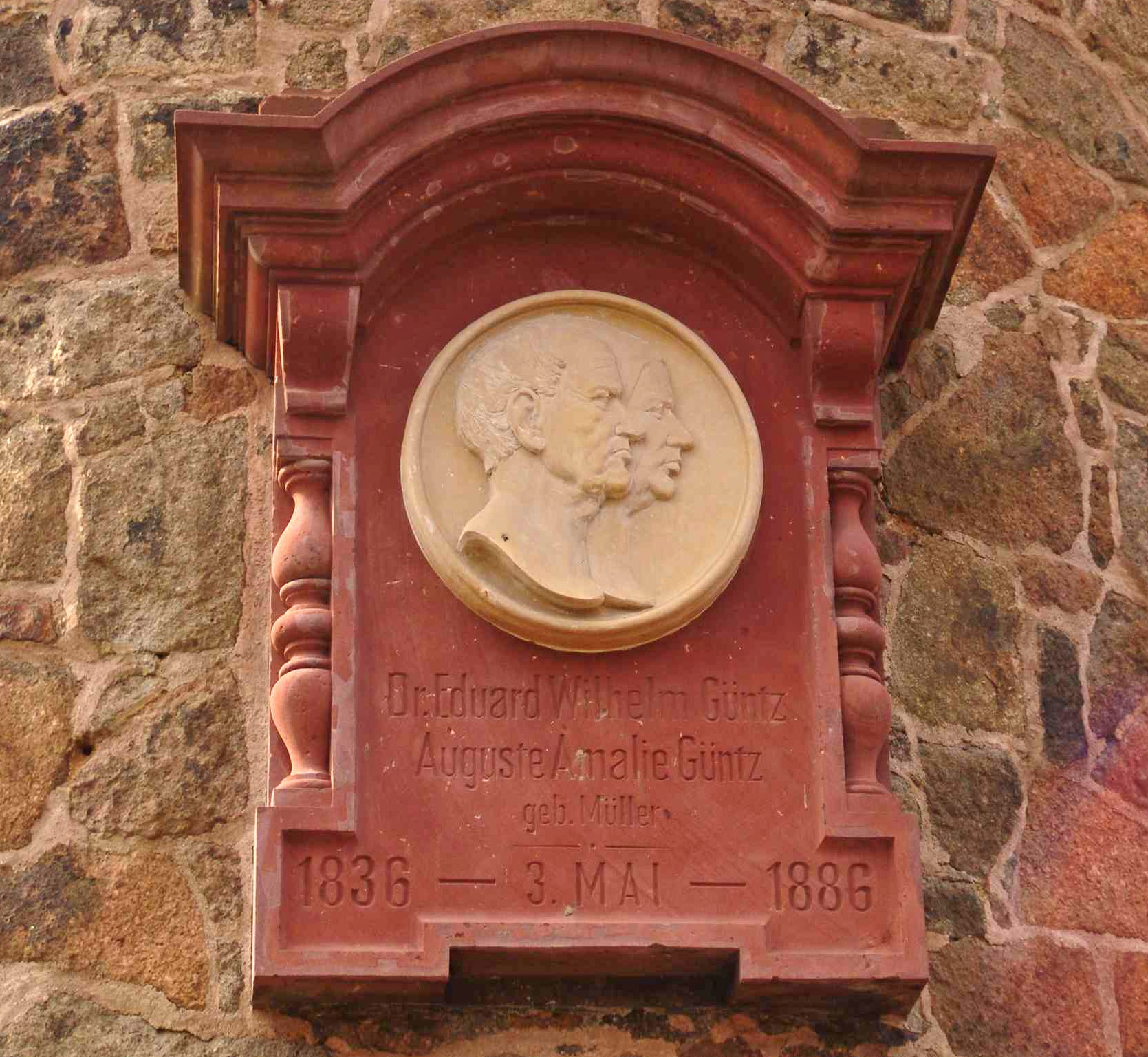
Eduard Wilhelm Güntz und seine Gattin auf einem Relief am Turm im ehemaligen Park seiner Einrichtung zum 50-jährigen Bestehen der Güntzschen Anstalten

Eduard Wilhelm Güntz (* 1. April 1800 in Wurzen; † 3. März 1880 in Thonberg) war ein deutscher Arzt und Psychiater.

## Leben
Eduard Wilhelm Güntz war der Sohn eines Kurfürstlich-Sächsischen Hauptgeleitsmanns. Er studierte Medizin an der Chirurgisch-Medicinischen Akademie Dresden und der Universität Leipzig. Nach Abschluss des Studiums begann er seine Tätigkeit als Assistent an der Leipziger Entbindungsschule. 1827 erhielt er ein Stipendium für eine Studienreise, die ihn auch nach Italien führte. Er besuchte Anstalten und Krankenhäuser, wobei ihn besonders das Institut des Barons Pietro Pisano in Palermo beeindruckte, das den Geisteskranken neben medizinischer Hilfe auch eine humanistische Unterbringung gewährte.
Nach Leipzig zurückgekehrt, arbeitete er zunächst als Assistenzarzt und eröffnete 1829 in der Grimmaischen Gasse (heute Grimmaische Straße) eine Privatpraxis. 1831 wurde er Bezirks- und Gerichtsarzt der Stadt Leipzig und war in diesem Amt auch als Gutachter und Berater von Geisteskranken tätig. Er erkannte, dass für Geisteskranke aus den oberen Schichten der Gesellschaft keine Unterbringungsmöglichkeiten existierten, da ihnen das Georgenhospital nicht zugemutet werden konnte.

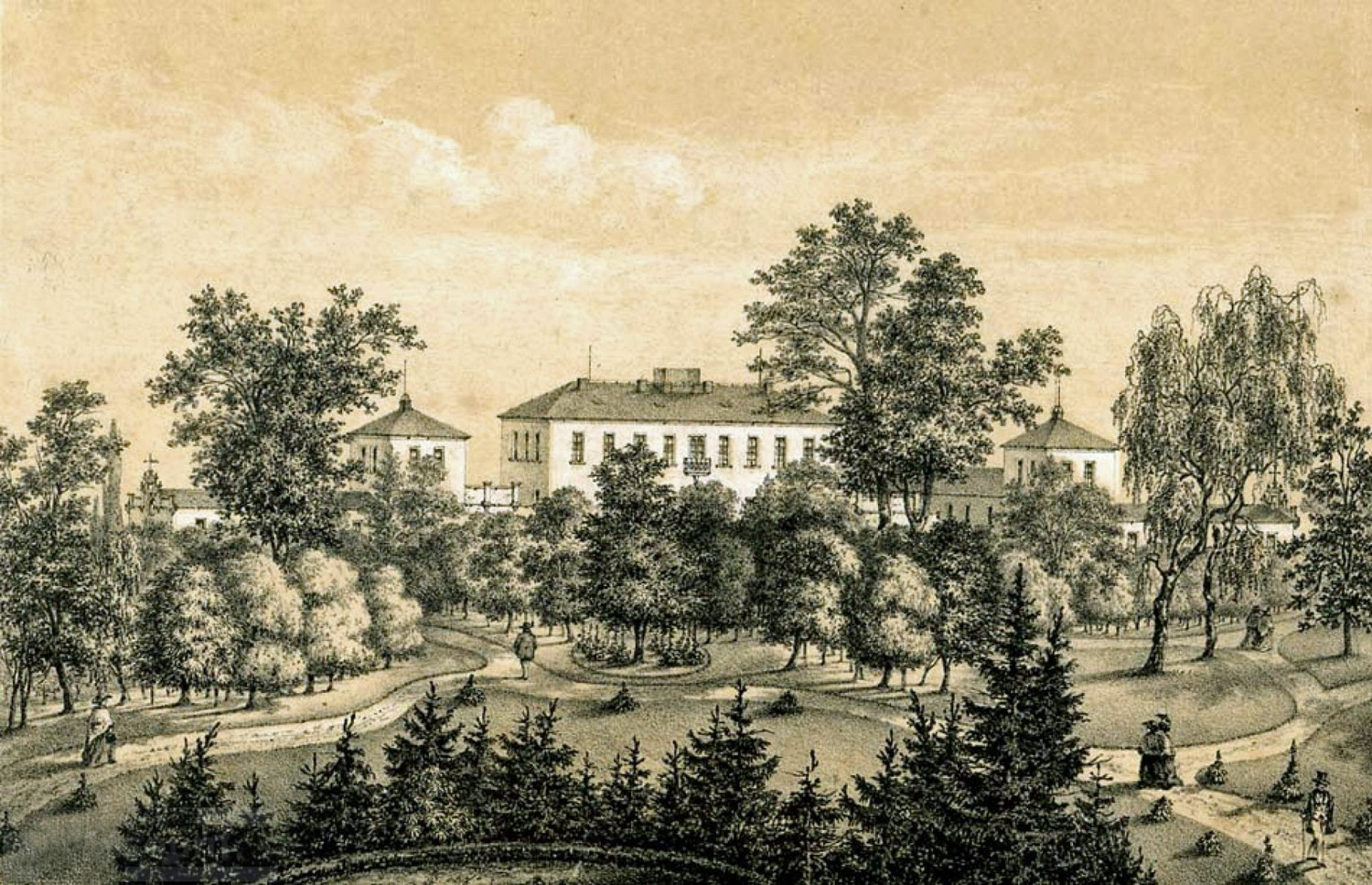
Die Irren-Heil- und Pflege-Anstalt in Thonberg bei Leipzig 1861

Durch seine Initiative wurde 1836 auf dem Möckernschen Gut der Leipziger Ökonomischen Sozietät eine kleine private Heil- und Pflegeanstalt für Irre eingerichtet. 1839 wurde in Thonberg, das damals noch weit vor den Toren der Stadt lag, die Irren-Heil- und Pflege-Anstalt Thonberg eröffnet, die Güntz aus privaten Mitteln, aber mit Vorschüssen durch verschiedene Stadtverordnete errichtet hatte und die er mit einem Park umgab. Im Sächsischen Psychiatriemuseum in Leipzig heißt es dazu:
Die Irren-, Heil- und Pflegeanstalt Thonberg in Leipzig stellt im 19. Jahrhundert eine exklusive Alternative zu den öffentlichen Anstalten dar. Zahlungskräftige Patienten werden in der von Eduard Güntz gegründeten Privatanstalt in einer gediegenen Atmosphäre nach dem Prinzip der „Behütung, Herstellung und Pflege der Anvertrauten auf die sanfteste Weise“ behandelt.
1850 gab Güntz seine städtischen Ämter und die Privatpraxis auf und widmete sich ganz der Arbeit in der Anstalt. Diese vergrößerte er 1856 um das benachbarte Anwesen Mariabrunn, das 1841 von Dr. Salomon als Wasserheilanstalt gegründet worden war. In den ersten 25 Jahren des Bestehens der Güntzschen Einrichtung wurden insgesamt 600 Patienten behandelt bei durchschnittlich 24 Neuaufnahmen jährlich.
1863 übergab Güntz die Leitung der Anstalt an seinen Schwiegersohn Theobald Güntz (1830–1902). Er selbst zog sich 1866 auf seine Villa „Güntzburg“ an der Elbe bei Meißen zurück, wo er im Krieg 1870/71 Kranke und Verwundete pflegte. Theobald Güntz leitete die Anstalt bis 1888. Dann ging sie in den Besitz des Johannishospitals über. 1920 wurde sie aufgelöst. Bis dahin wurden in ihr etwa 2500 Patienten betreut.
Eduard Wilhelm Güntz war Mitglied der Leopoldina und der Naturforschenden Gesellschaft zu Leipzig. 1872 wurde er zum Königlich-Sächsischen Geheimen Medizinalrat ernannt.
Eduard Wilhelm Güntz war verheiratet mit Amalia Auguste Müller, mit der er die Anstalt aufbaute und die bis zu ihrem Tode 1852 die Hauswirtschaft der Einrichtung leitete. Auch seine zweite Gattin, die wohl den späteren Schwiegersohn mit in die Ehe brachte, war eine Stütze der Anstalt.
1891 wurde eine an der Thonbergschen Anstalt vorbeiführende Straße Güntzstraße benannt.

## Schriften (Auswahl)
- Die Irren-Heil- und Pflege-Anstalt Thonberg im ersten Vierteljahrhundert ihrer Wirksamkeit, Philipp Reclam jun., Leipzig 1861 (google.de,  bsb-muenchen.de).
- Der Leichnam des Menschen in seinen physischen Verwandlungen nach Beobachtungen und Versuchen,   Leipzig 1827: Johann Ambrosius Barth
- Das ableitende Vermögen der Seelenverrichtungen, ein Schutzmittel gegen Seelenstörungen, Leipzig 1859: Philipp Reclam jun.
- Don Pietro Baron Pisani, Gründer, Director und Administrator des K. Irrenhauses in Palermo, Reclam 1878